# Limony
Limony ist ein Ort und eine südfranzösische Gemeinde mit 817 Einwohnern (Stand 1. Januar 2022) im Département Ardèche.

## Lage
Limony ist die nördlichste Gemeinde des Départements Ardèche. Sie liegt im Rhône-Tal etwa 20 Kilometer (Fahrtstrecke) nordöstlich von Annonay bzw. circa 55 Kilometer nördlich von Valence in einer Höhe von circa 140 m ü. d. M. in der Nähe eines gleichnamigen Baches. Das Klima ist gemäßigt; Regen fällt verteilt über das ganze Jahr.

## Bevölkerungsentwicklung
| Jahr                       | 1800 | 1851 | 1901 | 1954 | 1999 | 2017 |
| Einwohner                  | 419  | 815  | 741  | 563  | 606  | 758  |
| Quellen: Cassini und INSEE |      |      |      |      |      |      |

Der kontinuierliche Rückgang der Einwohnerzahlen seit dem Beginn des 20. Jahrhunderts ist im Wesentlichen auf die Mechanisierung der Landwirtschaft und den damit einhergehenden Verlust an Arbeitsplätzen zurückzuführen. Wegen der Nähe zur Stadt Vienne ist die Bevölkerung seit den 1980er Jahren wieder leicht angewachsen.

## Wirtschaft
Traditionell lebte die Bevölkerung vom Feldbau, zu der auch der Weinbau gehörte, und ein wenig Viehzucht. Heute arbeiten viele in den kleineren Betrieben am Ufer der Rhône; andere fahren zur Arbeit nach Vienne oder nach Annonay. Der auf dem Gemeindegebiet produzierte Wein wird unter den Appellationen Ardèche, Comtés Rhodaniens, Côtes du Rhône etc. vermarktet. Auch der Tourismus in Form der Vermietung von Ferienhäusern (gîtes) spielt eine bedeutende Rolle im Wirtschaftsleben des Ortes.

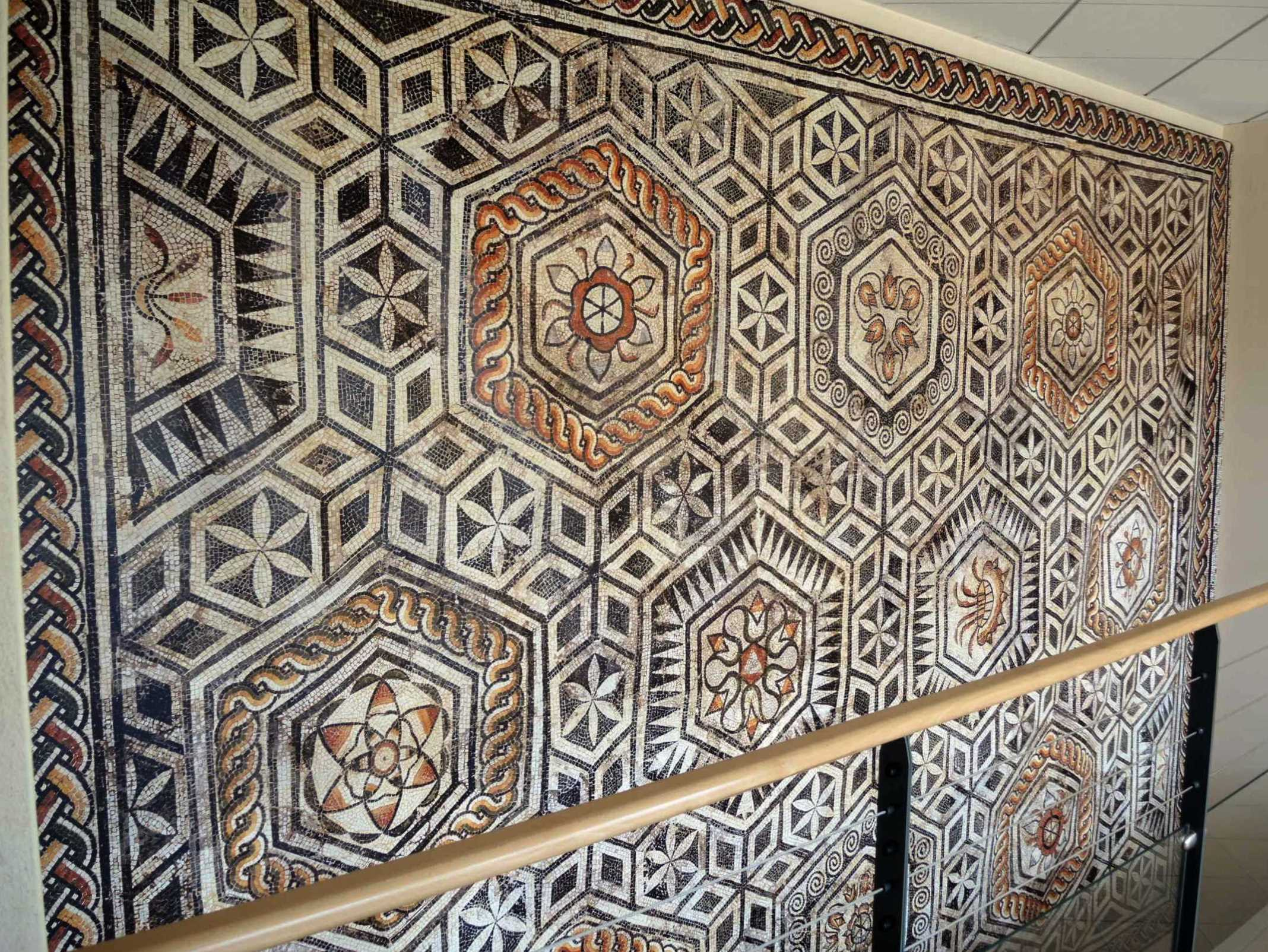
Römisches Bodenmosaik aus Limony

## Geschichte
Das Rhônetal war bereits in der Antike ein wichtiger Verkehrs- und Handelsweg. Auch Limony war geprägt von römischer oder gallorömischer Kultur; nahe beim Friedhof wurde ein Bodenmosaik gefunden, das auf ein römisches Landgut (villa rustica) hinweist. Mehrere weitere Mosaikreste und Münzfunde runden das Bild ab.

## Sehenswürdigkeiten
- Das abstrakt-geometrische römische Bodenmosaik ist als Kopie im nur circa vier Kilometer südlich gelegenen Museum von Serrières zu sehen.
- Ein gallorömisches Epitaph wurde vor der Kirche aufgestellt.
- Die im 12. Jahrhundert erstmals erwähnte Église Sainte-Croix stammt in ihrem heutigen Zustand aus dem 19. Jahrhundert.